# 立石俊樹
立石 俊樹（たていし としき、1993年12月19日 - ）は、日本の俳優。芸能事務所エーライツ所属。

## 来歴
秋田県大館市出身。高校卒業後は東京消防庁で消防士として働いていたが、歌という夢を諦めきれずに約2年間働いたのち東京消防庁を退職し、約1ヶ月後の某大手事務所の特待生オーディションに合格。演技、歌、ダンスを学ぶ。EXILE Presents VOCAL BATTLE AUDITION 4参加。
芸能事務所エーライツ所属後、2015年9月に男性ダンス&ボーカルグループ「IVVY」を結成し、2021年5月に年内での同グループからの卒業を発表した。
2017年4月にミュージカル『テニスの王子様』3rdシーズンで初舞台を踏み、2021年3月にはミュージカル「黒執事」〜寄宿学校の秘密〜で初主演を務めた。
2023年10月19日、一般女性との結婚を報告。

## 出演

### テレビドラマ
- パパ、はじめました 第6話（2019年10月8日、BS日テレ） - 篠原佑 役[9]
- チョコレート戦争〜朝に道を聞かば夕べに死すとも可なり〜（2020年1月 - 3月、テレビ神奈川） - 篠田康太 役[10]
- 社内マリッジハニー（2020年11月13日 - 12月25日、MBS） - 望月海巳 役[11]
- テレビ演劇 サクセス荘3（2021年1月6日、テレビ東京） - マカロン 役[12]
- FLAIR BARTENDER'Z（2022年7月21日 - 8月25日、MBS） - 夏目遠矢 役[13]
- 発酵男子（2022年4月4日 - 6月6日、テレビ神奈川・4月6日 - 6月8日、テレビ愛知）[14]
- 壁サー同人作家の猫屋敷くんは承認欲求をこじらせている（2022年10月3日 - 、ABCテレビ） - 八尋翼（ツバサ） 役[15]

### 映画
- Short Story『先生とホスト探偵』（2019年3月10日） - 間宮康作 役[16]
- 映画『先生から』（2019年10月4日公開） - 間宮康作 役[17]
- 遮那王 お江戸のキャンディー3（2019年11月22日公開） - お静 役[18]
- ツナガレラジオ〜僕らの雨降Days〜（2021年2月11日公開） - バントー 役[19]
- MANKAI MOVIE『A3!』 - 茅ヶ崎至 役[20]
  - MANKAI MOVIE『A3!』〜SPRING & SUMMER〜（2021年12月3日公開）
  - MANKAI MOVIE『A3!』〜AUTUMN & WINTER〜（2022年3月4日公開）
- 映画演劇サクセス荘 -侵略者Sと西荻窪の奇跡-（2021年12月31日公開） - マカロン 役[21]

### 舞台
- ミュージカル『テニスの王子様』3rdシーズン（2017年 - 2020年） - 幸村精市 役
  - 青学vs立海（2017年7月14日 - 10月1日、TOKYO DOME CITY HALL 他）[22]
  - 青学vs比嘉（2017年12月21日 - 2018年2月18日、TOKYO DOME CITY HALL 他）[23]
  - TEAM Party RIKKAI（2018年4月5日 - 8日、日本青年館）
  - Dream Live 2018 （2018年5月5日 - 6日、神戸ワールド記念ホール / 5月19日 - 20日、横浜アリーナ）[24]
  - テニミュ文化祭（2018年11月23日 - 24日、池袋・サンシャインシティ ワールドインポートマートビル4階 展示ホールA）
  - 全国大会 青学vs立海 前編（2019年7月11日 - 9月29日、TOKYO DOME CITY HALL 他）[25]
  - 秋の大運動会 2019（2019年10月8日 - 9日、横浜アリーナ）[26]
  - 全国大会 青学vs立海 後編（2019年12月19日 - 2020年2月16日、TOKYO DOME CITY HALL 他）[27]
  - Thank-you Festival 2020（2020年2月26日 - 3月1日、カルッツかわさき ホール）※本人として登壇[28]
  - Dream Live 2020（2020年5月22日 - 24日、大阪城ホール / 5月29日 - 31日、ぴあアリーナMM）※新型コロナウイルス感染防止のため全公演中止
- MANKAI STAGE『A3!』- 茅ヶ崎至 役
  - 〜SPRING & SUMMER 2018〜（2018年6月28日 - 7月16日、天王洲 銀河劇場 他 / 10月26日 - 11月4日、天王洲 銀河劇場）[29][30]
  - 〜AUTUMN & WINTER 2019〜（2019年1月31日 - 3月24日、日本青年館ホール 他）[31][32]
  - 〜SPRING 2019〜（2019年4月25日 - 6月2日、天王洲 銀河劇場 他）[33]
  - 〜Four Seasons LIVE 2020〜（2020年9月17日 - 20日、東京ガーデンシアター）[34]
  - Troupe LIVE〜SPRING 2021〜（2021年8月18日 - 22日、TACHIKAWA STAGE GARDEN）[35]
  - ACT2! 〜SPRING 2022〜（2022年4月22日 - 27日、東京国際フォーラム ホールC / 5月4日 - 8日、神戸国際会館こくさいホール / 5月13日 - 15日、レクザムホール大ホール / 5月20日 - 30日、日本青年館ホール）
  - ACT2! 〜WINTER 2023〜（2023年1月21日 - 2月26日、TACHIKAWA STAGE GARDEN 他）声の出演[36]
  - ACT2! 〜SPRING 2023〜（2023年5月・6月、東京 / 兵庫）[37]
  - Four Seasons LIVE 2024（2024年10月31日 - 11月4日、東京ガーデンシアター）[38]
  - ACT3! 2025（2025年3月22日 - 5月10日、KAAT神奈川芸術劇場 ホール）[39]
- 『恋するブロードウェイ♪vol.6』（2019年10月31日 - 11月3日、恵比寿 ザ・ガーデンホール）
- 『Nostalgic Wonderland♪2020』（2020年8月10日、恵比寿 ザ・ガーデンホール） - ゲスト出演
- 舞台『チョコレート戦争〜a tale of the truth〜』（2021年1月16日 - 17日、メルパルクホール大阪/1月23日 - 31日、シアター1010） - 篠田康太 役[40]
- ミュージカル「黒執事」〜寄宿学校の秘密〜（2021年3月5日 - 21日、天王洲 銀河劇場/3月25日 - 28日、メルパルクホール大阪/4月1日 - 4日、梅田芸術劇場シアター・ドラマシティ） - 主演 セバスチャン・ミカエリス 役[41]
  - ミュージカル「黒執事」〜寄宿学校の秘密 2024〜（2024年9月7日・8日、兵庫県立芸術文化センター KOBELCO 大ホール / 9月21日 - 29日、TOKYO DOME CITY HALL）[42]
  - ミュージカル「黒執事」〜緑の魔女と人狼の森〜（2025年9月12日 - 15日〈予定〉、梅田芸術劇場 メインホール / 9月21日 - 28日〈予定〉、Kanadevia Hall）[43]
- ミュージカル『ロミオ&ジュリエット』（2021年5月21日 - 6月13日、赤坂ACTシアター/7月3日 - 11日、梅田芸術劇場メインホール/7月17日 - 18日、愛知県芸術劇場） - ティボルト 役（吉田広大とWキャスト）[44]
- 朗読劇 『逃げるは恥だが役に立つ』 （2021年8月16日、シアタークリエ） - 津崎平匡 役[45]
- 音楽劇『キセキ -あの日のソビト-』（2021年10月22日 - 11月7日、紀伊國屋サザンシアター TAKASHIMAYA/11月11日 - 12日、 COOL JAPAN PARK OSAKA WW ホール） - HIDE 役[46]
- ミュージカル『エリザベート』（2022年10月 - 2023年1月、帝国劇場・御園座・梅田芸術劇場・博多座） - ルドルフ 役（甲斐翔真とWキャスト）[47]
- ミュージカル『太平洋序曲』（2023年3月8日 - 29日、日生劇場 / 4月8日 - 16日、梅田芸術劇場メインホール） - ジョン万次郎 役（ウエンツ瑛士とWキャスト）[47]
- ミュージカル『I’m donut ?』（2023年6月22日 - 7月9日、Mixalive TOKYO Theater Mixa）- 樹奈瀬円（こなせ つぶら）役[48]
- ミュージカル『浜村渚の計算ノート』（2023年9月14日 - 18日、キャナルシティ劇場 他）- 武藤龍之 役[49]
- ミュージカル・ピカレスク『LUPIN〜カリオストロ伯爵夫人の秘密〜』（2023年11月 - 2024年2月、帝国劇場 他）- ボーマニャン 役[50]
- ミュージカル『VIOLET』（2024年4月7日 - 21日、東京芸術劇場プレイハウス / 4月27日 - 29日、梅田芸術劇場シアター・ドラマシティ） - モンティ 役[51]
- 東洋空想世界『blue egoist』（2024年11月17日 - 12月1日、THEATER MILANO-Za / 12月6日 - 8日、オリックス劇場）[52]
- ミュージカル『ワイルド・グレイ』（2025年1月8日 - 26日、新国立劇場 小劇場 / 2月14日 - 16日、森ノ宮ピロティホール / 2月22日、高崎芸術劇場 スタジオシアター） - オスカー・ワイルド 役（廣瀬友祐とWキャスト）[53]
- 忠臣蔵（2025年12月12日 - 28日〈予定〉、明治座 / 2026年1月3日 - 6日〈予定〉、御園座 / 1月17日〈予定〉、富山県民会館 / 1月24日 - 27日〈予定〉、梅田芸術劇場 メインホール） - 小林平八郎 役[54]

### イベント
- TOSHIKI TATEISHI Fan Meeting vol.1『Happy holiday!!』-28th BD- （2021年12月25日、朝日生命ホール/12月26日、はまぎんホール ヴィアマーレ[55]）
- MANKAI STAGE『A3!』Bloom Fan Meeting 2025（9月30日、品川プリンスホテル ステラボール）[56]

#### 発売記念イベント
- 立石俊樹スクールカレンダー2018 - 2019発売記念イベント（2018年3月17日、ドイツ文化会館OAGホール[57]）
- 立石俊樹 2019 - 2020 壁掛けカレンダー＆卓上カレンダー発売記念イベント（2019年3月30日、浜離宮朝日ホール / 3月31日、オスカーホール[58]）
- 立石俊樹 2020 - 21 カレンダー発売記念イベント（2020年10月11日、KFC Hall / 10月18日、朝日生命ホール）※振替公演[59]
- 立石俊樹1st写真集『TOSHIKI』発売記念イベント（2020年11月21日、SHIBUYA TSUTAYA/2020年11月28日、紀伊國屋書店グランフロント大阪店）
- 立石俊樹 2021 - 22 カレンダー発売記念イベント（2021年4月10日、ニッショーホール[60]）
- 立石俊樹 2022 - 23 カレンダー 発売記念イベント（2022年3月19日、全電通労働会館/3月21日、朝日生命ホール[61]）
- 立石俊樹2nd写真集『Vidoro』発売記念イベント（2022年9月3日、大阪・紀伊國屋書店グランフロント大阪店/9月4日、愛知・星野書店近鉄パッセ店/9月10日、東京・SHIBUYA TSUTAYA）

#### その他出演イベント
- DMM.yell×SHOWROOM LIVE（2017年1月26日）
- Club INSPIRE 新春SP（2017年1月29日）
- Heart Jack（2017年2月6日）
- Winter Love〜恋の魔法〜（2017年2月8日）
- LIVE is LIFE 〜 Valentine Special〜（2017年2月14日）
- GRAND SLAM〜東京〜（2017年3月7日）
- GRAND SLAM（2017年9月11日）
- 横田龍儀 バースデーイベント2018（2018年9月1日、リバティホール） - ゲスト出演
- 田鶴翔吾 Birthdayイベント 2019（2019年6月3日、南大塚ホール） - ゲスト出演
- 前田隆太朗 25th Birthday Event!!（2020年8月30日、浜離宮朝日ホール） - 第3部ゲスト出演
- 20th Birthday Event「にちかの絵日記 vol.02」（2020年12月27日、iTSCOM STUDIO &HALL 二子玉川ライズ） - 1部ゲスト出演
- 黒羽麻璃央ファンミーティング2021（2021年4月11日、東京国際フォーラムC） - 第2部ゲスト出演
- 「発酵男子」完成披露イベント（2022年3月5日、川西市キセラホール/3月6日、関内ホール[62]、ニコ生）
- ACTORS ☆ LEAGUE in Baseball 
  - 2022（2022年8月22日、東京ドーム）[63][64]
  - 2023 （2023年7月3日、東京ドーム）[65]
- ドラマ「壁こじ」クリスマスファンミーティング（2022年12月23日、東京・国際フォーラム　ホールB7）
- MANKAI STAGE『A3!』Bloom Fan Meeting 2025（2025年9月30日〈予定〉、品川プリンスホテル ステラボール）[66]

### Web番組
- 100分カレシ#18・#30・#35・#41（2016年8月12日・11月4日・12月9日・2017年1月27日、AbemaTV）
- ミュージカル『テニスの王子様』Dream Stream（2020年11月15日 - 21日、SUPERLIVE by OPENREC） - 幸村精市 役[67]
- 2.5次元的世界 言劇（ことげき）ミュージカル『天使のはかりごと』（2023年9月 - 、DMM TV）[68]

### Web生配信
- 「放課後の僕ら」（2018年7月 - 、ONSTAGE オンステージ[69]）
- 「としきの1人でできるもん！」（2020年4月 - 、ONSTAGE オンステージ）
- 「テレビ演劇 サクセス荘3」放送決定記念 スペシャルイベント」（2020年12月12日、テレビ東京）[70]
- Ｂハイ〜映えＢＯＹＺハイスクール〜（2021年11月水曜 - 、テレ朝動画『logirl（ロガール）』）
- 田口涼と前川優希のニコ生「たまニコ！」第15回にゲスト（2022年5月16日、ニコ生）
- 加藤将のニコ生「おべんきょしまSHOW」Lesson5（2022年11月29日、スマートボーイズPresents・ニコ生「スマボch」）※当初配信予定だった11月15日、23日から29日に変更

### Web CM
- THE SUIT COMPANY Red「細身でスタイリッシュなビジネススーツ」（2017年3月）[71]
- SASALA webCM 「会社の立石先輩」#キレイは突然必要に（2018年8月）[72][73]

### ラジオ
- オールナイトニッポンi『醍醐虎汰朗と立石俊樹のおしゃべや〜』（2019年12月9日 - 2021年9月19日、ニッポン放送）
- てんご（2020年3月31日 - 2021年10月12日、RKBラジオ）

## 書籍

### 写真集
- 立石俊樹1st写真集『TOSHIKI』（2020年11月17日、 東京ニュース通信社 、撮影：藤本和典）ISBN 978-4-86701-084-6
- 立石俊樹2nd写真集『Vidoro』（2022年9月1日、 東京ニュース通信社 、撮影：MARCO）ISBN 978-4-86701-477-6

### 雑誌
- 「ミレメン VOL.1」IVVYのAKIBA散歩（2016年12月2日発売）
- 「ジャンプSQ. 9月号」立石俊樹、田鶴翔吾 インタビュー（2017年8月4日発売）
- 「アニメージュ 9月号」立石俊樹×田鶴翔吾 対談（2017年8月10日発売）
- 「UNIT - ユニット Vol.1」IVVYフォト&インタビュー（2017年9月23日発売号）
- 「キャストサイズ 特別号2018 March」（2018年3月23日発売号、三才ブックス）
- 「CDJournal2018年5月号」立石俊樹×田鶴翔吾 対談（2018年4月20日発売号、三才ブックス）
- 「キャストサイズ 夏の特別号2018」立石俊樹×田鶴翔吾（2018年7月20日発売号、三才ブックス）

## ディスコグラフィ

### シングル（配信限定）
| 発売日        | タイトル                       | 収録アルバム                  | 備考                                 |
| ------------- | ------------------------------ | ----------------------------- | ------------------------------------ |
| 2022年5月18日 | また逢う日まで - from CrosSing | 『CrosSing Collection vol.1』 | 平井大の「また逢う日まで」のカバー。 |

### 参加作品
| 発売日         | 商品名                                                          | 規格 | 名義     | 楽曲                                      |
| -------------- | --------------------------------------------------------------- | ---- | -------- | ----------------------------------------- |
| 2018年11月21日 | 「MANKAI STAGE「A3!」〜SPRING & SUMMER 2018〜」MUSIC Collection | CD   | 茅ヶ崎至 | MANKAI STAGE!!!!!〜SPRING & SUMMER 2018〜 |
| 2018年11月21日 | 「MANKAI STAGE「A3!」〜SPRING & SUMMER 2018〜」MUSIC Collection | CD   | 茅ヶ崎至 | 芽〜me〜                                  |
| 2018年11月21日 | 「MANKAI STAGE「A3!」〜SPRING & SUMMER 2018〜」MUSIC Collection | CD   | 茅ヶ崎至 | ロミオとジュリアス                        |
| 2018年11月21日 | 「MANKAI STAGE「A3!」〜SPRING & SUMMER 2018〜」MUSIC Collection | CD   | 茅ヶ崎至 | The Show Must Go On!                      |
| 2019年7月17日  | 「MANKAI STAGE「A3!」SPRING 2019」MUSIC Collection              | CD   | 茅ヶ崎至 | Brand new world 〜SPRING 2019〜           |
| 2019年7月17日  | 「MANKAI STAGE「A3!」SPRING 2019」MUSIC Collection              | CD   | 茅ヶ崎至 | VS 大人                                   |
| 2019年7月17日  | 「MANKAI STAGE「A3!」SPRING 2019」MUSIC Collection              | CD   | 茅ヶ崎至 | 不思議の国の青年アリス                    |
| 2019年7月17日  | 「MANKAI STAGE「A3!」SPRING 2019」MUSIC Collection              | CD   | 茅ヶ崎至 | ぜんまい仕掛けのココロ                    |
| 2019年7月17日  | 「MANKAI STAGE「A3!」SPRING 2019」MUSIC Collection              | CD   | 茅ヶ崎至 | 一五一会                                  |
| 2019年7月17日  | 「MANKAI STAGE「A3!」SPRING 2019」MUSIC Collection              | CD   | 茅ヶ崎至 | blooming smile 〜SPRING 2019〜            |
| 2020年8月26日  | 「MANKAI STAGE『A3!』」MANKAI Selection Vol.1                   | CD   | 茅ヶ崎至 | 一五一会                                  |
| 2020年8月26日  | 「MANKAI STAGE『A3!』」MANKAI Selection Vol.1                   | CD   | 茅ヶ崎至 | MANKAI STAGE!!!!!                         |
| 2020年8月26日  | 「MANKAI STAGE『A3!』」MANKAI Selection Vol.1                   | CD   | 茅ヶ崎至 | The Show Must Go On!                      |
| 2020年8月26日  | 「MANKAI STAGE『A3!』」MANKAI Selection Vol.1                   | CD   | 茅ヶ崎至 | Brand new world                           |
| 2020年8月26日  | 「MANKAI STAGE『A3!』」MANKAI Selection Vol.1                   | CD   | 茅ヶ崎至 | blooming smile                            |
| 2021年2月10日  | ツナガレオンガク 〜僕らのSongs & Musicコレクション〜            | CD   | バントー | カルアミルク                              |
| 2021年2月10日  | ツナガレオンガク 〜僕らのSongs & Musicコレクション〜            | CD   | バントー | イージュー★ライダー                       |
| 2021年6月16日  | 「MANKAI STAGE『A3!』ACT2! 〜SPRING 2022〜」MUSIC COLLECTION    | CD   | 茅ヶ崎至 | 桜の下で                                  |
| 2021年6月16日  | 「MANKAI STAGE『A3!』ACT2! 〜SPRING 2022〜」MUSIC COLLECTION    | CD   | 茅ヶ崎至 | Spring has come!                          |
| 2021年6月16日  | 「MANKAI STAGE『A3!』ACT2! 〜SPRING 2022〜」MUSIC COLLECTION    | CD   | 茅ヶ崎至 | 春色の予感                                |
| 2021年6月16日  | 「MANKAI STAGE『A3!』ACT2! 〜SPRING 2022〜」MUSIC COLLECTION    | CD   | 茅ヶ崎至 | 一回一円、イケてるメンマ                  |
| 2021年6月16日  | 「MANKAI STAGE『A3!』ACT2! 〜SPRING 2022〜」MUSIC COLLECTION    | CD   | 茅ヶ崎至 | MANKAI☆開花宣言                           |
| 2021年6月16日  | 「MANKAI STAGE『A3!』」Spring Troupe 満開の桜の下で             | CD   | 茅ヶ崎至 | ウソかホントか千景さん                    |
| 2021年6月16日  | 「MANKAI STAGE『A3!』」Spring Troupe 満開の桜の下で             | CD   | 茅ヶ崎至 | まるまる?まとまる?大作戦                  |
| 2021年6月16日  | 「MANKAI STAGE『A3!』」Spring Troupe 満開の桜の下で             | CD   | 茅ヶ崎至 | 家族ってなんだろう?                       |
| 2021年6月16日  | 「MANKAI STAGE『A3!』」Spring Troupe 満開の桜の下で             | CD   | 茅ヶ崎至 | 家族という場所                            |
| 2021年6月16日  | 「MANKAI STAGE『A3!』」Spring Troupe 満開の桜の下で             | CD   | 茅ヶ崎至 | エメラルドのペテン師                      |
| 2021年6月16日  | 「FLAIR BARTENDER’Z」 Magic Cocktail                            | CD   | 立石俊樹 | Magic Cocktail                            |
| 2021年6月16日  | 「FLAIR BARTENDER’Z」 Magic Cocktail                            | CD   | 立石俊樹 | Stir Tonight                              |